# Харрис, Фред Рой
Фред Рой Харрис (англ. Fred Roy Harris; 13 ноября 1930, Уолтерс, Оклахома — 23 ноября 2024, Альбукерке, Нью-Мексико) — американский политик, сенатор США от Оклахомы (1964—1973), член Национальной консультационной комиссии по гражданским беспорядкам (известной как «комиссия Кернера», 1968), председатель Национального комитета Демократической партии (1969—1970). Выдвигал свою кандидатуру для участия в президентских кампаниях 1972 и 1976 годов, но в обоих случаях выходил из них на раннем этапе по причине недостатка средств для продолжения кампаний.

## Биография

### Детство и юность. Начало политической деятельности
Фред Рой Харрис родился 13 ноября 1930 года в Уолтерсе (округ Коттон, штат Оклахома), в семье Фреда Байрона Харриса (Fred Byron Harris) и Юнис Элин Персон Харрис (Eunice Alene Person Harris). В семье было трое детей, среди которых Фред был единственным сыном. После окончания школы Walters High School он изучал историю и политику в Оклахомском университете. Харрис окончил университет в 1952 году, получив степень бакалавра искусств, а в 1954 году в том же университете получил степень бакалавра права (LL.B.).
С 1954 года Харрис занимался юридической практикой в Лотоне, а в 1956 году стал одним из основателей фирмы «Harris, Newcombe, Redman, and Doolin». В те же годы он начал заниматься политической деятельностью. В 1956 году Харрис принял участие в выборах в Сенат Оклахомы. Одержав победу, он стал самым молодым сенатором штата Оклахома (на тот момент ему было 26 лет). Харрис проработал сенатором штата около восьми лет, с 1957 по 1964 год. В 1962 году он выдвигал свою кандидатуру на первичных выборах кандидата на пост губернатора Оклахомы от демократической партии, но занял лишь пятое место.

### Выборы в Сенат США 1964 года
1 января 1963 года скончался сенатор США от Оклахомы Роберт Керр, и тогдашний губернатор Оклахомы Говард Эдмондсон ушёл со своего поста, чтобы занять пост сенатора, освободившийся после смерти Керра. В 1964 году в Оклахоме были проведены дополнительные выборы в Сенат США, победитель которых должен быть работать сенатором до конца срока, оставшегося от Керра (то есть, до января 1967 года). 5 мая 1964 года состоялись первичные выборы кандидата на пост сенатора от демократической партии, на которых лучшие результаты показали Эдмондсон (36,44 %) и Харрис (32,28 %). Поскольку никто из них не набрал абсолютного большинства, 26 мая был проведён второй тур, на котором победу одержал Харрис — 60,90 % голосов против 39,10 % у Эдмондсона.
На выборах в Сенат США, состоявшихся 3 ноября 1964 года, Харрис в упорной борьбе победил кандидата от республиканской партии Бада Уилкинсона (Харрис набрал 51,17 %, а Уилкинсон — 48,83 % голосов). Харрис, которому на момент избрания ещё не исполнилось 34 года, стал самым молодым избранным сенатором в истории Оклахомы.  

### Сенатор США

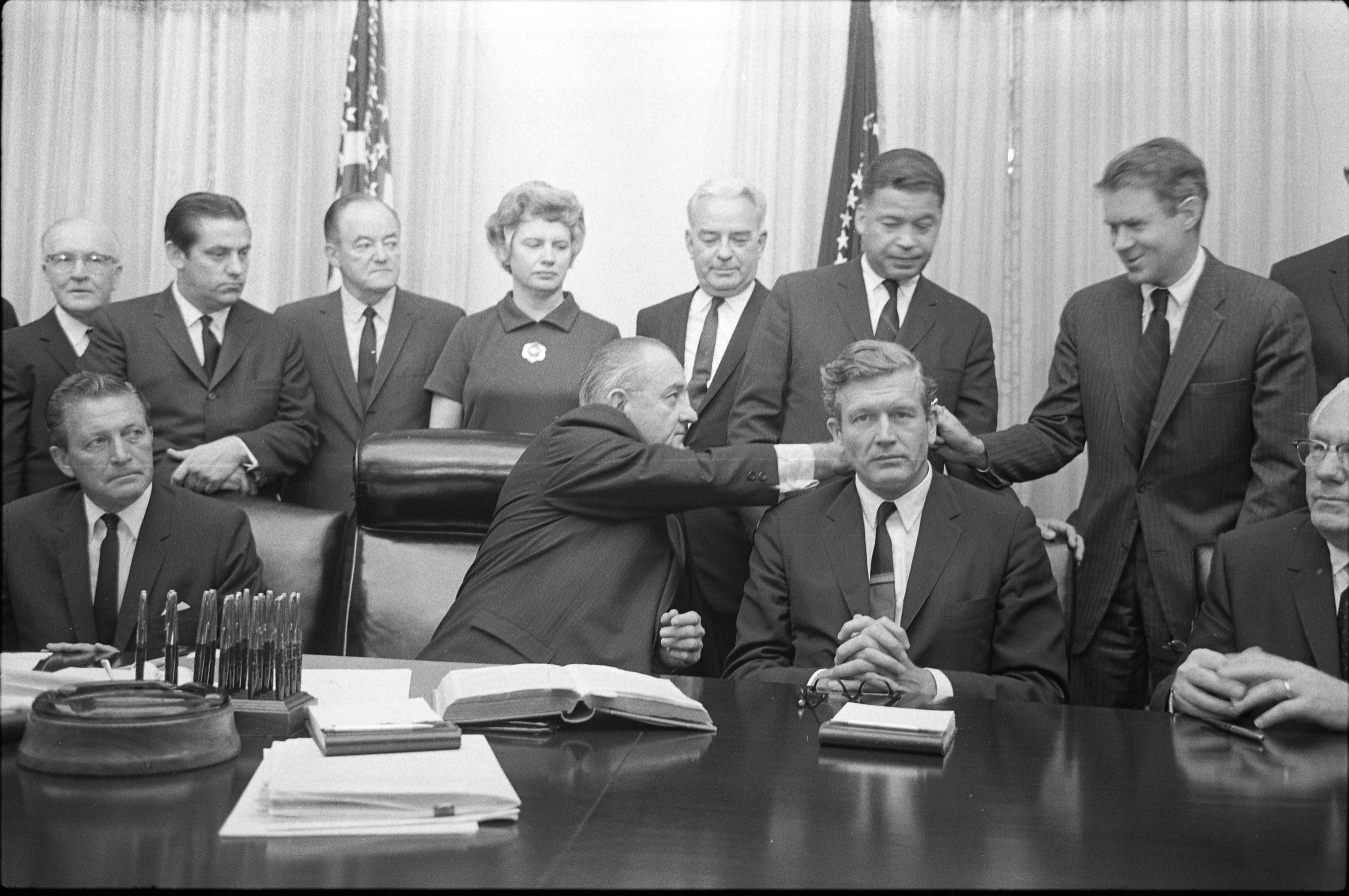
Президент Линдон Джонсон (второй слева среди сидящих) с членами Комиссии Кернера 29 июля 1967 года. Фред Харрис — второй слева среди стоя́щих

В свой первый год работы сенатором Харрис более 120 часов председательствовал на сессиях Сената США — больше, чем любой другой член Сената, включая вице-президента США и временного президента Сената. Он был автором или соавтором более десятка сенатских законопроектов — в частности, один из них был посвящён созданию региональной комиссии по развитию региона Озарк, включающего части штатов Оклахома, Арканзас и Миссури. Харрис был членом трёх комитетов и девяти подкомитетов Сената. На регулярных выборах в Сенат США, состоявшихся 8 ноября 1966 года, Харрис победил республиканца Пата Паттерсона (53,72 % у Харриса против 46,28 % у Паттерсона). Эта победа позволила Харрису сохранить пост сенатора на последующие шесть лет — с 3 января 1967 года по 3 января 1973 года.
Продолжая свою работу в Сенате, Харрис оставался твёрдым сторонником программ проекта «Великое общество», проводимого по инициативе президента США Линдона Джонсона. В связи с усилением межрасовых конфликтов, в марте 1968 года Джонсон назначил Харриса членом Национальной консультационной комиссии по гражданским беспорядкам, получившей известность как «комиссия Кернера»; в дальнейшем Харрис был одним из наиболее активных членов этой комиссии. Перед президентскими выборами 1968 года кандидат от демократической партии Хьюберт Хамфри, на тот момент занимавший должность вице-президента США, всерьёз рассматривал возможность выбора Харриса в качестве претендента на должность вице-президента, но в конце концов остановился на кандидатуре Эдмунда Маски. Тем не менее Харрис помогал в организации президентской кампании, победителем в которой оказался соперник Хамфри — республиканец Ричард Никсон. Перед уходом с должности Хамфри назначил Харриса на пост председателя Национального комитета Демократической партии, который тот занимал в 1969—1970 годах.

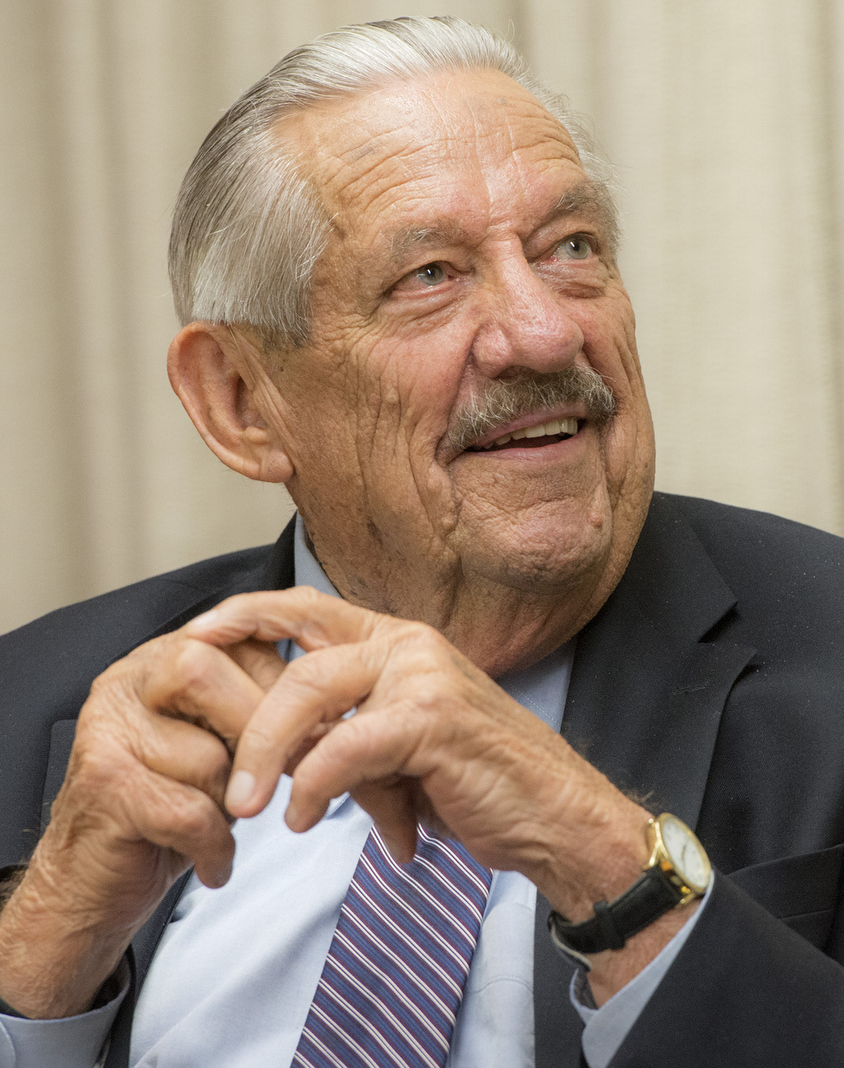
Фред Харрис в 2018 году

Оставаясь сенатором, Харрис резко критиковал различные аспекты политики администрации Никсона и, в частности, призывал к более справедливому распределению прибыли и властных полномочий, утверждая, что правительство должно служить народу, а не каким-то частным интересам. Этот подход послужил идеологической базой для участия Харриса в президентских кампаниях 1972 и 1976 годов — в обоих случаях ему пришлось выйти из президентских гонок на раннем этапе по причине недостатка средств для продолжения кампаний. В 1976 году Харрис принял решение уйти из большой политики. 

### Последующие годы. Личная жизнь
Впоследствии Харрис преподавал в Университете Нью-Мексико, получив там должность профессора политологии. Он является автором ряда книг и учебников. Последняя из написанных им книг, «Report from a Last Survivor» (с англ. — «Отчёт последнего из оставшихся в живых»), была опубликована в сентябре 2024 года. В последние годы жизни Харрис жил в Корралесе (штат Нью-Мексико). Он скончался 23 ноября 2024 года в возрасте 94 лет, будучи на тот момент самым старым из всех живущих бывших сенаторов США.
Вскоре после окончания школы, в 1949 году, Харрис женился на Ладонне Вите Таббитайт (LaDonna Vita Tabbytite), мать которой была индианкой-команчи. Впоследствии у Фреда и Ладонны было трое детей, а Ладонна Харрис стала известным защитником прав индейцев. Они развелись в 1981 году, после более чем тридцати лет брака. В 1982 году Фред Харрис женился на Маргарет Эллистон (Margaret S. Elliston), которая была его женой до его смерти.